# Evolució Política
Evolució Política (en castellà i oficialment Evolución Política), amb els acrònims Evópoli i EVO, és un partit polític xilè de centredreta, fundat com a moviment polític l'any 2012 i constituït finalment com a partit el 2015.
De visió liberal clàssica, agrupa majoritàriament independents de dreta que no es veien representats en els partits tradicionals de la coalició de què forma part, Chile Vamos, juntament amb la Unió Demòcrata Independent i Renovació Nacional.
El moviment Evolució Política va ser creat per Felipe Kast, Luciano Cruz-Coke, Harald Beyer, Juan Sebastián Montes i Jorge Saint Jean el 12 de desembre de 2012.
Durant maig de 2018 va ser triat com a president del partit Hernán Larraín Matte.

## Ideologia
Evolució Política considera com a programa polític els 15 postulats/principis següents :
1. Tots els éssers humans neixen lliures i iguals en dignitat i drets. La família és el nucli fonamental de la societat i tota forma d'ella mereix respecte i reconeixement.
2. L'Estat sempre està al servei de l'ésser humà. L'ordre social des dels individus i la societat civil fins a l'Estat, han de regir-se pels principis de subsidiaridad activa i solidaritat.
3. La societat civil compleix un rol vital en la vida política, la seva organització i ampliació han de ser promogudes.
4. La llibertat, el dret i la responsabilitat són la base d'una societat justa.
5. L'ordre social ha d'orientar-se a possibilitar la igualtat d'oportunitats a tots els membres de la societat.
6. Creiem en polítiques públiques que posin com a prioritat als nens i les famílies més necessitades.
7. El lliure mercat i la subsidiarietat activa de l'Estat són pilars de la llibertat i prosperitat material i moral dels pobles.
8. La democràcia liberal és el règim polític que millor protegeix la llibertat en combinar el govern efectiu de les majories amb la protecció de drets de les minories.
9. La política ha de tendir al ben comú. És necessari un actuar transparent, respectuós, dialogant i responsable.
10. Per aportar al ben comú és ineludible la cerca de justícia intergeneracional.
11. La sostenibilitat mediambiental és ineludible per a una societat justa.
12. Ha d'existir horitzontalització en l'exercici del poder, la qual cosa implica una política decidida de descentralització i empoderament regional.
13. S'ha de rebutjar tot tipus de discriminació arbitrària i promoure la inclusió, la tolerància i el respecte per la diversitat.
14. La promoció de la cultura ha de ser una prioritat nacional.
15. Compromís amb l'enfortiment de la democràcia i el respecte, garantia i promoció dels drets humans assegurats en la Constitució, en els tractats internacionals ratificats i vigents a Xile i en les lleis.

## Resultats electorals

### Eleccions parlamentàries
| Any  | Senadors | Senadors | Senadors | Diputats | Diputats | Diputats |
| Any  | Vots     | %        | Escons   | Vots     | %        | Escons   |
| ---- | -------- | -------- | -------- | -------- | -------- | -------- |
| 2017 | 67.801   | 4,07     | 2 / 43   | 255.221  | 4,26     | 6 / 155  |
| 2021 | 368.024  | 7,90     | 3 / 50   | 221.284  | 3,50     | 4 / 155  |

### Eleccions municipals
| Any  | Alcaldes        | Alcaldes        | Alcaldes        | Regidors | Regidors | Regidors   |
| Any  | Vots            | %               | Escons          | Vots     | %        | Escons     |
| ---- | --------------- | --------------- | --------------- | -------- | -------- | ---------- |
| 2016 | Sense candidats | Sense candidats | Sense candidats | 150.764  | 3,32     | 38 / 2.240 |
| 2021 | 58.817          | 0,93            | 1 / 345         | 294.306  | 4,83     | 61 / 2.252 |
| 2024 | 172.448         | 1,47            | 6 / 345         | 260.495  | 2,54     | 38 / 2.252 |

### Eleccions de consellers regionals
| Any  | Vots    | %    | Escons   |
| ---- | ------- | ---- | -------- |
| 2017 | 237.857 | 4,09 | 5 / 278  |
| 2021 | 274.072 | 4,47 | 11 / 302 |
| 2024 | 300.213 | 3,09 | 4 / 302  |

### Eleccions de governadors
| Elección | 1a volta | 1a volta | 2a volta        | 2a volta        | Escons |
| Elección | Vots     | %        | Vots            | %               | Escons |
| -------- | -------- | -------- | --------------- | --------------- | ------ |
| 2021     | 444.888  | 7,32     | Sense candidats | Sense candidats | 0 / 16 |
| 2024     | 19.314   | 0,18     | Sense candidats | Sense candidats | 0 / 16 |

### Eleccions de convencionals constituents
| Any  | Vots    | %    | Escons  |
| ---- | ------- | ---- | ------- |
| 2021 | 254.684 | 4,46 | 5 / 155 |

### Eleccions de consellers constitucionals
| Any  | Vots    | %    | Escons |
| ---- | ------- | ---- | ------ |
| 2023 | 471.903 | 4,81 | 1 / 51 |

## Estructura

### Presidents
| Foto   | Titular                     | Inici                 | Final                 | Altres càrrecs                                                                                           |
| ------ | --------------------------- | --------------------- | --------------------- | --- |
|        | María Francisca Correa      | 12 d'abril de 2014    | 26 de gener de 2015   | |
|        | Felipe Kast Sommerhoff      | 26 de gener de 2015   | 6 de novembre de 2016 | Senador per L'Araucània (2018-present) Diputat per Santiago (2014-18) Ministre de Planificació (2010-11) |
|        | Jorge Saint Jean            | 6 de novembre de 2016 | 24 de juliol de 2017  | |
|        | Francisco Undurraga Gazitúa | 24 de juliol de 2017  | 6 de maig de 2018     | Diputat per Santiago (2018-present)                                                                      |
|        | Hernán Larraín Matte        | 6 de maig de 2018     | 19 de juliol de 2020  | Convencional Constituent pel districte 11 (2021-22)                                                      |
| centro | Andrés Molina Magofke       | 20 de julio de 2020   | 3 de mayo de 2022     | Diputat per L'Araucània (2018-22) Intendent de L'Araucània (2010-14)                                     |
|        | Luz Poblete Coddou          | 3 de maig de 2022     | 22 d'octubre de 2022  | |
| centro | Gloria Hutt Hesse           | 22 d'octubre de 2022  | 7 de febrer de 2025   | Ministra de Transports (2018-22) Consellera Constitucional per Santiago (2023)                           |
|        | Juan Manuel Santa Cruz      | 7 de febrer de 2025   | En el càrrec          | Director nacional del SN de Capacitació (2018-21)                                                        |

### Secretaris generals
| Foto | Titular                         | Inici                  | Final                  |
|      | Jorge Saint Jean                | 12 d'abril de 2014     | 6 de novembre de 2016  |
|      | Francisco Undurraga Gazitúa     | 6 de novembre de 2016  | 24 de juliol de 2017   |
|      | Andrés Molina Magofke           | 24 de juliol de 2017   | 6 de maig de 2018      |
|      | Luz Poblete Coddou              | 6 de maig de 2018      | 3 de maig de 2022      |
|      | Francesca Parodi Oppliger       | 3 de maig de 2022      | 22 d'octubre de 2022   |
|      | Juan Carlos González            | 22 d'octubre de 2022   | 18 de desembre de 2024 |
|      | María Paulina Monti Astauburaga | 18 de desembre de 2024 | 7 de febrer de 2025    |
|      | Macarena Cornejo                | 7 de febrer de 2025    | En el càrrec           |